# 1266 Тоне
1266 То́не (1266 Tone) — астероїд головного поясу, відкритий 23 січня 1927 року.
Тіссеранів параметр щодо Юпітера — 3,081.
Названо на честь річки Тоне (яп. とね(利根) тоне).